# استیو پریست

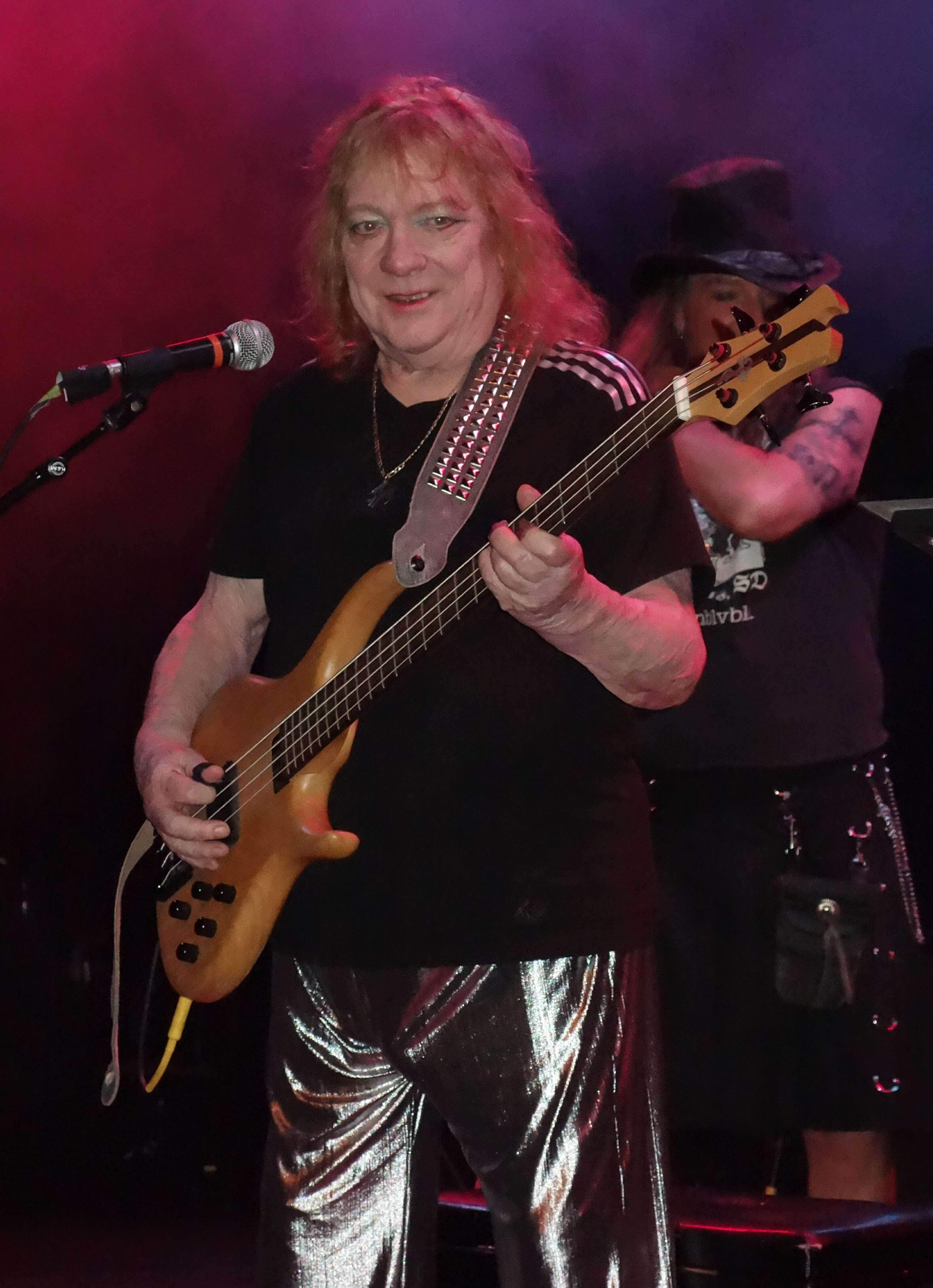
استیو پریست در دوبوک، 2018/9/21

استیو پریست (انگلیسی: Steve Priest; زاده ۲۳ فوریهٔ ۱۹۴۸ – درگذشته ۴ ژوئن ۲۰۲۰) موسیقی‌دان، ترانه‌نویس اهل بریتانیا بود. وی بین سال‌های ۱۹۶۲ تا ۲۰۲۰ میلادی فعالیت می‌کرد.